# Ui-te-Rangiora
Ui-te-Rangiora serait un navigateur maori du VIIe siècle originaire de l'île de Rarotonga.
Selon la légende, il aurait navigué vers le sud et aurait rencontré de la banquise de mer et des icebergs dans l'océan Austral, allant jusqu'à une possible découverte de l'Antarctique,,.
Bien que les voyages de Ui-te-Rangiora n'ont pas pu être attestés ou documentés, la présence d'explorateurs et de colons polynésiens dans les régions subantarctiques au XIIIe siècle est confirmée par des archéologues.